# Je suis partout
Je suis partout fue un periódico de circulación semanal publicado en Francia entre 1930 y 1944.

## Historia
Su primer número apareció el 29 de noviembre de 1930, editado por Arthèmme Fayard. A pesar de que Fayard decidió clausurar el semanario en 1936, a raíz de la victoria electoral del Frente Popular, este siguió publicándose. En sus páginas colaboraron autores como Pierre Villette, Maurice Bardèche, Pierre Daye, Claude Jeantet, Jacques Perret, Bernard de Vaulx, Georges Roux, Pierre Gaxotte, Robert Brasillach, Pierre-Antoine Cousteau, Lucien Rebatet, Marcel Aymé, Jacques Bainville, Henry Bordeaux, René Maran, Alain Labreaux, Claude Roy, Pierre Drieu La Rochelle o Charles Lesca, entre otros.
Descrito como «abiertamente profascista y antisemita», adoptó una posición colaboracionista durante la ocupación nazi. Su último número apareció el 16 de agosto de 1944. Varios de los autores que colaboraron en la publicación fueron juzgados en 1945, tras la Liberación de París, entre ellos Brasillach, que fue ejecutado.